# Les Bienheureux
Les Bienheureux, titulada Una cena en Argelia en España y The Blessed en Hispanoamérica, es una película de drama francesa dirigida por Sofia Djama y estrenada en 2017.

## Sinopsis
Argel, algunos años después de la guerra civil. Amal y Samir van a celebrar los veinte años de casados en un restaurante. Durante el camino, ambos rememoran su país: Amal, como una pérdida de las ilusiones y Samir como el país donde puede vivir cómodamente. Y mientras tanto, Fahim, el hijo, junto con Feriel y Reda, sus amigos, deambulan por una Argel que se cierra poco a poco sobre sí misma.

## Reparto
- Salima Abada: Souad
- Faouzi Bensaïdi: Amin
- Adam Bessa: Reda
- Sami Bouajila: Samir
- Nadia Kaci: Amal
- Lyna Khoudri: Feriel
- Amine Lansari: Fahim

## Crítica
La película tuvo mayormente críticas positivas."Un retrato sombrío pero revelador (...) 'The Blessed' es también un drama cálido e íntimo marcado por las buenas actuaciones de Sami Bouajila ('Omar Killed Me') y Nadia Kaci" . Dijo Jordan Mintzer: The Hollywood Reporter.